# Županjac
Županjac es un pueblo ubicado en la municipalidad de Lazarevac, en el distrito de Belgrado, Serbia.

## Superficie
Posee una superficie de 8,132 kilómetros cuadrados.

## Demografía
Hasta 2011 la población era de 508 habitantes, con una densidad de población de 62,47 habitantes por kilómetro cuadrado.